# Webster (serie televisiva)
Webster è una sitcom statunitense trasmessa dalla ABC dal 16 settembre 1983 all'11 settembre 1987 e in first-run syndication dal 21 settembre 1987 al 10 marzo 1989. L'ideatore fu Lew Erlicht, e il cast vide impegnati, tra gli altri, Emmanuel Lewis, Alex Karras, Susan Clark e Ben Vereen. In tutto furono girati 150 episodi suddivisi in 6 stagioni.

## Trama
La serie, ambientata a Chicago, ruota attorno a Webster Long (Emmanuel Lewis), un afroamericano orfano di 5 anni i cui genitori biologici, Travis e Gert Long, sono rimasti recentemente uccisi in un incidente d'auto. Viene accolto dal suo padrino, la star del football in pensione George Papadopolis (Alex Karras), con il quale Travis aveva giocato a football americano a livello professionistico negli anni '70, e sua moglie Katherine (Susan Clark), una donna mondana con zero capacità domestiche. La nuova vita matrimoniale di George e Katherine faceva parte del contesto, ma era Webster l'obiettivo principale della serie. I Papadopolis vivevano in un lussuoso appartamento a molti piani a Chicago, con il corpulento George che ora lavora come giornalista sportivo presso la stazione locale WBJX-TV e Katherine che lavora come sostenitrice dei consumatori, diventando in seguito una psicologa di famiglia.
Sebbene la serie sia ambientata a Chicago, il complesso di appartamenti mostrato nelle riprese esterne delle prime due stagioni è in realtà il condominio The Mirabella, situato al 10430 di Wilshire Blvd, nel distretto di Westwood di Los Angeles, California.
Il sarcastico arrampicatore sociale Jerry Silver (Henry Polic II) era il segretario di Katherine, nonché il suo confidente professionale e personale. Webster aveva anche uno zio, Phillip Long (Ben Vereen), apparso per la prima volta verso la fine della prima stagione. Phillip ha avuto problemi con il fatto che Webster che viveva con una coppia bianca (creando acrimonia tra lui e George) e ha cercato di adottarlo e portarlo a vivere nel South Side di Chicago. Dopo i suoi numerosi tentativi durante la seconda stagione, Phillip si trasferisce a Hollywood per iniziare la carriera di attore. Nelle stagioni successive, Phillip torna in alcune apparizioni come ospite.
Poco dopo essere stato adottato, Webster inizia a chiamare George per nome ma a chiamare Katherine "Signora". In un episodio Katherine chiede a Webster perché usava un nome così formale e lui spiega che usava un modo che assomigliasse il più possibile al termine "mamma" senza mancare di rispetto alla sua madre naturale. George chiama spesso Webster "Web".
Poco dopo la seconda stagione, Webster brucia accidentalmente l'appartamento della famiglia con un kit scientifico e i Papadopolis devono lasciare il grattacielo. Nell'episodio successivo, la famiglia si trasferisce in una grande casa vittoriana situata al 1432 di North State Parkway nella Gold Coast di Chicago (41.908825°N 87.628949°W). Bill e Cassie Parker (Eugene Roche e Cathryn Damon) sono la coppia socievole di mezza età che affitta la casa ai Papadopolises mentre si trasferiscono in un seminterrato sottostante. Bill, un artigiano, e Cassie, un'editrice di romanzi gialli e romantici di alto profilo, hanno deciso di affittare la propria casa per completare le numerose aggiunte che stanno facendo alla proprietà. George e Bill, nonostante la competitività che c'è tra loro, diventano buoni amici; Cassie e Katherine diventano confidenti l'una dell'altra; e Webster diventa facilmente la pupilla degli occhi dei Parker, spesso li raggiunge nel seminterrato per trascorrere del tempo con loro.
Più avanti, nella seconda stagione, viene aggiunto un filo di dramma quando la figlia scappata di casa dei Parker, Maggie Parker (guest star Jennifer Holmes) appare per un episodio di ricongiungimento con la famiglia insieme al figlio. Bill e Cassie hanno anche un figlio di nome Regis, di cui si parlava ma mai visto.
Molti altri amici e compagni di classe di Webster sono passano dalla casa, incluso Rob Whitaker (Chad Allen). Un ragazzo i cui genitori si sono recentemente divorziati che vive con sua madre, Rob viene rapito da suo padre in un episodio, e i Papadopolis e la comunità si mobilitano per aiutare la madre di Rob a trovarlo. Quando torna, è Katherine ad intercedere con successo con suo padre. Più tardi, nella terza stagione, il cognome di Rob diventa inspiegabilmente Joiner.
Bill e Cassie scompaiono dopo la terza stagione; Cathryn Damon lasciò infatti la serie dopo che le era stato diagnosticato un cancro alle ovaie (per il quale perse la vita nel maggio 1987), e invece di sostituire l'attrice, anche Eugene Roche viene eliminato in modo che i loro personaggi non vennero più usati. Damon e Roche non sono più accreditati nello show a partire dalla première della quarta stagione, né i loro personaggi sono presenti in quell'episodio; nel secondo episodio della stagione ("The Landlords", andato in onda il 26 settembre 1986), viene finalmente spiegato che i Parker si sono trasferiti in Florida, con il risultato che George e Katherine hanno acquistato la loro casa a titolo definitivo.
Jerry, che era un membro più importante dello spettacolo nella prima stagione (ricevendo il titolo "co-protagonista" nei titoli di testa dopo i tre protagonisti dello spettacolo), dalla seconda stagione era diventato un personaggio occasionale, ma appare saltuariamente per l'intera serie. Il gioviale anziano padre di George, George Sr. (Jack Kruschen), noto a tutti come "Papa" Papadopolis, è apparso per la prima volta in un paio di apparizioni come ospite nella seconda stagione, prima di unirsi come membro ricorrente del cast nell'autunno del 1985. La stagione successiva, altri tre amici/compagni di classe di Webster ricevono ruoli ricorrenti: Roger (Carl Steven), Timmy (Danny McMurphy) e Tommy (Gabe Witcher). Benny (Nick DeMauro) è il proprietario di "Benny's", una tavola calda nel centro di Chicago, che molti dei personaggi abituali della serie iniziano a frequentare a metà della quarta stagione. Questa ambientazione è per molti aspetti una rinascita di "The Trocadero", una precedente tavola calda presente in alcuni episodi della seconda stagione, il cui proprietario, Maurice, è stato interpretato da Richard Karron.

## Personaggi e interpreti
- Emmanuel Lewis - Webster Long
- Alex Karras - George Papadapolis
- Susan Clark - Katherine Calder-Young Papadapolis
- Henry Polic II - Jerry Silver
- Eugene Roche - Bill Parker (1984–1986)
- Cathryn Damon - Cassie Parker (1984–1986)
- Ben Vereen - Uncle Phillip Long (1984–1985)
- Jack Kruschen - George "Papa" Papadapolis, Sr. (1985–1987)
- Chad Allen - Rob Whitaker/Joiner (1985–1986)
- Carl Steven - Roger (1986–1987)
- Danny McMurphy - Timmy (1986–1987)
- Gabe Witcher - Tommy (1987)
- Nick DeMauro - Benny (1987)
- Corin Nemec - Nicky Papadopolis (1987–1988)

## Episodi
| Stagione         | Episodi | Prima TV USA | Prima TV Italia |
| ---------------- | ------- | ------------ | --------------- |
| Prima stagione   | 22      | 1983-1984    |                 |
| Seconda stagione | 26      | 1984-1985    |                 |
| Terza stagione   | 29      | 1985-1986    |                 |
| Quarta stagione  | 23      | 1986-1987    |                 |
| Quinta stagione  | 25      | 1987-1988    |                 |
| Sesta stagione   | 25      | 1988-1989    |                 |